# Homeomeria
Uma homeomeria (em grego antigo: ὁμοιομέρεια) é toda parte elementar igual ao conjunto que com outras partes conforma, em onde o todo composto pelas partes é similar às partes mais elementares e indivisíveis da matéria.

## Origem do termo
Dentro do atomismo, uma das correntes filosóficas que circulavam durante o século V a. C. na antiga Grécia, o conceito de homeomeria foi cunhado por Anaxágoras para explicar sua doutrina da pluralidade infinita de realidades materiais qualitativamente diferentes. Anaxágoras também  se propõe ampliar as reflexões em torno daquelas “sementes” (spermata, como as chamava Anaxágoras).
Segundo aclara-o Murray Bookchin, em seu livro titulado A Ecologia da Liberdade, o surgimento e a dissolução da hierarquia, as homeomerias, de facto, “supõem uma sofisticação filosófica de uma visão mais primitiva na que a substância da terra é a terra mesma, com seus minerais, flora, e fauna".
O termo é utilizado na filosofia da natureza por vários autores da antiguidade. Assim, é um termo utilizado por Aristóteles:
Na cosmologia aristotélica, o termo possμοιομεη possui um sentido preciso e refere-se aos corpos mistos ou compostos mais rudimentares que resultam da combinação dos quatro elementos - água, terra, ar, fogo - de acordo com uma certa proporção. Aristóteles considera como ὁμοιομεη metais, madeira, osso, carne, medula, sangue, etc., que ocupam um lugar intermediário entre os corpos simples e os "anhomeoméricos" (ανομοιομεη) como os órgãos dos vivos, que eles são compostos de diferentes homeômeros.